# Cuando vuelvas
«Cuando vuelvas» es una canción grabada por la cantante y compositora mexicana Paty Cantú. La canción fue escrita por Agustín Zubillaga, Luis Jiménez y Paty Cantú y producida por Áureo Baqueiro y Cantú. 
Fue lanzada el 20 de febrero de 2020 como el primer sencillo de su quinto álbum de estudio La mexicana. La canción ocupó el lugar número 27 en las listas del Top 100 Latín Songs de iTunes en México y el número 36 en las listas de la Radio del Top 100 Songs de México.

## Video musical
El video musical de «Cuando vuelvas» fue lanzado el 20 de febrero de 2020 en la plataforma digital YouTube. Cuenta con casi 12 millones de reproducciones. Fue producido por EMI Music México y grabado en el estado mexicano de Durango recreando el Viejo Oeste.